# Șamanul
Șamanul (1994) este un roman science fiction al scriitorului român Sorin Ștefănescu.

## Intriga
Acțiunea cărții urmărește trei fire narative diferite. Primul prezintă accidentul spațial al unei navete populate de ființe cu tentacule. În încercarea de a scăpa de dezastru, membrii echipajului mor pe rând, în afara lui Gor, care ajunge pe suprafața unei planete.
Al doilea fir relatează călătoria unui grup de oameni către o destinație cosmică îndepărtată. Cei patru oameni de la bord sunt Paul - un pilot pasionat de jocurile de noroc, Ugo - un navigator părăsit de iubită, Dorothy - o bătrână în scaun cu rotile căreia băiatul vrea să îi ia averea, și Jo - majordomul android al bătrânei. În călătoria lor întâlnesc o navă aparent abandonată, pe care se decid să o exploreze. Nava îi atacă, iar cei patru sunt nevoiți să abandoneze propriul vehicul, aterizând pe o planetă din apropiere, identică Pământului în toate detaliile, cu excepția prezenței vieții.
Al treilea fir narativ aduce la lumină o societate totalitaristă, ai cărei locuitori sunt spionați continuu, urmând călăuzirea 'luminată' a lui Ro Ga Ro. Zan Vo, unul dintre cei mai fideli membri ai acestei societăți, devine garda de corp a sosiei conducătorului și este atacat de teroristul Ab Ot, care îl ia prizonier și fuge de pe planetă cu o navetă. La fel cu celelalte două grupuri, acesta ajunge pe aceeași planetă albastră, similară Pământului.
Se dovedește că întregul scenariu al întâlnirii celor trei lumi pe planetă a fost pus la cale de o entitate care vrea să verifice dacă apariția ei se datorează interacțiunii și contopirii în timp a acestor civilizații. Demonstrația pare a da greș, întrucât, în loc să colaboreze între ele, cele trei grupuri încearcă să se elimine reciproc, dar eșecul se poate datora faptului că entitatea a redus o interacțiune de mii de ani între civilizații cu milioane de membri la o interacțiune de câteva ore între puține ființe, nu neapărat reprezentative pentru civilizațiile lor.